# Kwadrans Akademicki
Kwadrans Akademicki – pismo WSP w Olsztynie, powstało w 1994 z inicjatywy rektora prof. dr hab. Andrzeja Staniszewskiego i prorektora prof. dr hab. Edwarda Mierzwy. Redaktorem naczelnym był ówczesny mgr Andrzej Korytko.
Początkowo wydawano broszurę w formacie A4, z czarno-białą winietą i w objętości 12 stron. W 1998 okładka uzyskała kolor, a objętość zwiększyła się do 20 stron. Redakcja składała się w większości ze studentów Wydziału Humanistycznego. Na łamach poruszano tematykę studencką oraz pracowniczą. Pismo uzyskało kilkakrotnie pozytywne recenzje na łamach lokalnej prasy: Gazety Olsztyńskiej, Dziennika Pojezierza oraz lokalnej telewizji Vectra. Redakcja „Kwadransa” współpracowała z akademickim ogólnopolskim pismem „Forum Akademickie”. Pismo w 1997 r. zainicjowało imprezę poetycką „Turniej Jednego Wiersza”. Po połączeniu uczelni olsztyńskich i powstaniu Uniwersytetu, pismo przestało wychodzić. W jego miejsce utworzono Wiadomości Uniwersyteckie.
Kwadrans Akademicki – ukazywał się od 1995 r. do momentu utworzenia uniwersytetu (jesień 1999).

## Inne media o tej samej nazwie
- „Kwadrans Akademicki” – pismo wydawane w Warszawie w latach 1982–1983 przez „MORS” (Międzyuczelniany Opozycyjny Ruch Studencki); ukazało się 14 numerów, drukowanych techniką powielaczową
- „Kwadrans Akademicki” – archiwalna audycja w TVP3 Poznań
- „Kwadrans Akademicki” – audycja w TVP3 Łódź